# ねむの木村

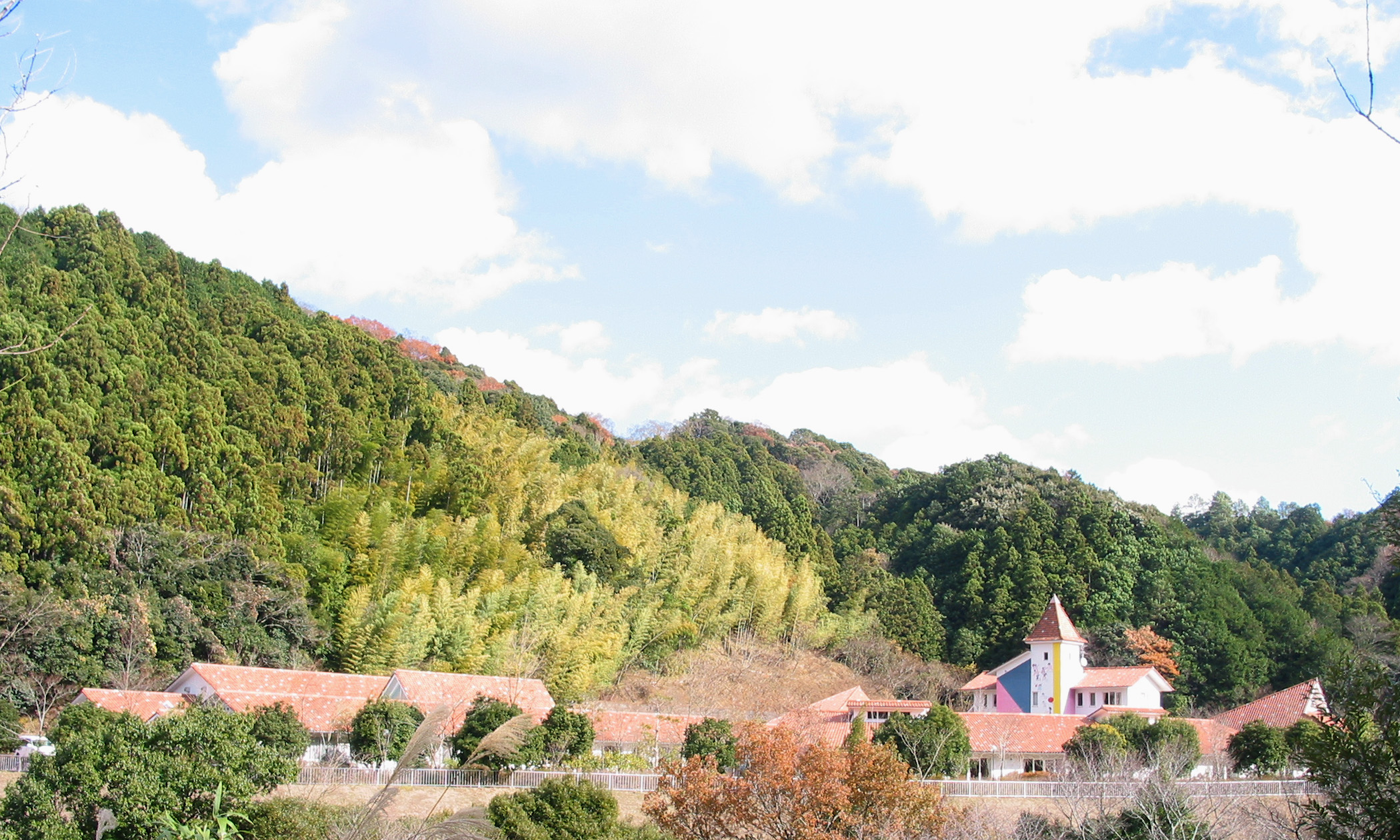
ねむの木学園（右）と
特別支援学校ねむの木（左）

ねむの木村（ねむのきむら）は、静岡県の掛川市郊外にある社会福祉法人ねむの木福祉会及び学校法人ねむの木学園が運営する施設群の総称。

## 概要
福祉型障害児入所施設ねむの木学園、学校法人ねむの木学園特別支援学校ねむの木、身体障害者療護施設ねむの木・感謝の心、吉行淳之介文学館、ねむの木こども美術館（どんぐり・ねむの木緑の中）、三軒のこどものお店、喫茶MARIKO、の施設などを総称して「ねむの木村」という。
ねむの木学園は、歌手で女優の宮城まり子が設立した肢体不自由児のための療護施設である。宮城は次に施設の子供たちのための学校（ねむの木養護学校）を作り、また大人になった子供たちのために身体障害者療護施設（ねむの木・のどかな家）を作った。
学園では勉強だけでなく、美術、音楽、茶道なども学ぶ。子供たちの絵は国内外で美術展が開かれ、ビルの壁画やカレンダー、文房具のキャラクターなどに採用されている。
学園の様子は、学園の子供たちを描いた映画「ねむの木の詩」に詳しい。
- 所在地：〒436-0221 掛川市上垂木あかしあ通り1丁目1番地（上垂木3399番地の1）

## 沿革
- 1968年 - 静岡県小笠郡浜岡町池新田（現在の御前崎市）に社会福祉法人「ねむの木福祉会」設立・開園
  - - 療護施設「ねむの木学園」設置認可
- 1972年 - 肢体不自由児養護施設「ねむの木学園」
- 1976年 - ねむの木職能専門高等学院開設・ねむの木美術教室開設
- 1979年 - ねむの木養護学校開校
  - - ねむの木こども美術館・ねむの木図書館開館
- 1982年 - ねむの木養護学校高等部開校
- 1997年 - ねむの木学園・ねむの木養護学校が、それまでの浜岡町池新田7550-1から現在地（掛川市）に移転
- 1999年 - ねむの木村開村式・ねむの木こども美術館（ねむの木緑の中）・吉行淳之介文学館開館
- 2007年 - ねむの木こども美術館（どんぐり）開館
  - - 学校教育法改正に伴い、「ねむの木養護学校」を「特別支援学校ねむの木｣に改称
- 2012年 - 障害者自立支援法及び児童福祉法改正に伴い、新体系に移行
  - 指定福祉型障害児入所施設ねむの木学園 やさしいお家（事業所番号: 2252200155）
  - 指定障害者支援施設ねむの木学園 星に祈る（事業所番号: 2217400239）
  - 指定障害者支援施設ねむの木学園 感謝の心（事業所番号: 2217400031）
- 2014年12月1日 - 特定相談支援事業「ねむの木の木陰」開設（事業所番号: 2237400102）[1]

## 映画
- 1974年 - 「ねむの木の詩」
- 1977年 - 「ねむの木の詩がきこえる」
- 1980年 - 「虹をかける子どもたち」

## 図書など
- 画集『ねむの木の詩』第1集 宮城まり子編 1977年
- 画集『ねむの木の詩』第2集 宮城まり子編 1979年
- 画集『ねむの木の詩』第3集 宮城まり子編 1981年
- 『としみつ』（としみつ画）宮城まり子 1981年
- 『たんぽぽの子』（きよみ画）宮城まり子 1982年
- 画集『ねむの木こども美術館』毎日新聞社 1983年
- 詩集『たかひろ』（たかひろ詩） 1983年
- ビデオ『としみつ』（としみつ画） 1991年
- 画集『ねむの木学園こども美術館』 宮城まり子
- 画集『NEMUNOKI NAIVE ART』 宮城まり子

- 『ねむの木のこどもたち』宮城まり子著 ごま書房
- 『続ねむの木のこどもたち』宮城まり子著 ごま書房

- 雑誌『あした21』 霊友会

## 村内の関連施設
- ねむの木こども美術館
  - ねむの木緑の中
  - どんぐり
- 吉行淳之介文学館

## 交通
掛川駅より掛川バスサービス桜木線「ねむの木美術館」行き、ねむの木学園下車